# Godiego
Cet article possède des paronymes, voir Go Diego ! et Go-Daigo.
GODIEGO (ゴダイゴ, Godaigo) est un groupe de rock japonais, formé en 1976. Il se sépare en 1985, mais se reforme d'abord provisoirement en 1999-2000 avec un nouvel album, puis définitivement en 2006. Le batteur américain Tommy Snyder intègre le groupe en 1977, succédant à deux batteurs japonais. Le seul autre changement dans la formation est le remplacement du bassiste américain Steve Fox (de mère japonaise) par Yōji Yoshizawa de 1980 jusqu'à la séparation de 1985 ; mais c'est Fox qui participe aux reformations du groupe.
GODIEGO est connu en Occident pour son tube de 1978 Monkey Magic, thème de la série anime Saiyūki alias Monkey à l'international, qui sera reprise par divers artistes, et inspire le nom du groupe Monkey Majik. Il interprète aussi ceux de la série tokusatsu Ganbaron (en), du film House en 1977 et du film anime Galaxy Express 999 en 1979. Il interprète également de nombreuses musiques de films, de séries et de publicités.

## Membres
- Mikkii Yoshino, né Mitsuyoshi Yoshino (吉野光義, Yoshino Mitsuyoshi?) - claviers, leader
- Yukihide Takekawa (タケカワ ユキヒデ / 武川 行秀, Takekawa Yukihide?) - chant
- Takami Asano (浅野 孝已, Asano Takami?) - Guitare
- Steve Fox - Basse (sauf 1980-1985)
- Tommy Snyder - Batterie (1977-)

Anciens membres
- Yōji Yoshizawa (吉沢洋治?) (basse, 1980-1985)
- Hirōmi Harada (原田裕臣?)  (batterie, 1976)
- Ryōji Asano (浅野良治?) (batterie, 1976-1977)

## Discographie

### Albums
- Godiego (新創世紀, Shinsōseiki?, 1976)
- Buddy Soundtrack (いろはの〝い〟, Iro wa no "I"?, 1976)
- House Soundtrack (ハウス, Hausu?, 1977)
- Dead End (1977)
- Chiisana Superman Ganbaron Soundtrack (小さなスーパーマン ガンバロン, Chiisana Sūpāman Ganbaron?, 1977)
- CM Song Graffiti (CMソング・グラフィティ, Shī Emu Songu Gurafiti?, 1978)
- Kaleidoscope (1978)
- Kita KItsune Monogatari Soundtrack (キタキツネ物語, Kita KItsune Monogatari?, 1978)
- Otokotachi no Tabiji Soundtrack (男たちの旅路, Otokotachi no Tabiji?, 1978)
- Magic Monkey (西遊記, Saiyūki?, 1978)
- OUR DECADE -Nanajūnendai Bokutachi no Jidai (OUR DECADE -70年代僕たちの時代-?, 1979)
- Magic Capsule (1979)
- London Celebration (1980)
- Kathmandu (1980)
- Harukanaru Sōro Soundtrack (遥かなる走路, Harukanaru Sōro?, 1980)
- Godiego Hit Special (1980)
- Chūgoku Godaigo (中国 后醍醐, Chūgoku Godaigo?, 1980) (Live in China)
- M.O.R. (1981)
- CM Song Graffiti Vol. 2 (1982)
- Flower (フラワー, Furawā?, 1984)
- Heiwa Kumikyoku - Godiego Live (平和組曲・ゴダイゴ・ライヴ, 1984?)
- One Dimension Man (1984)
- Intermission/Godiego Final Live+2 (1985)
- Godiego... What A Beautiful Name (1999)

### Compilations
- Hit Collection (1982)
- Favourite Collection (1982)
- Carry Love Song Collection (1983)
- Original Hit Disk (1984)
- Side-A Collection (1984)
- Best Collection (1986)
- W Deluxe (1987)
- New Music Beat Choice 8 (1988)
- Twin Deluxe (1990)
- 15th Anniversary Godiego Box (1991)
- Best Album (1992)
- Godiego Great Best Vol. 1: Japanese Version (1994)
- Godiego Great Best Vol. 2: English Version (1994)
- Return of Godiego/Mickie Yoshino's Best Selection (1994)
- Godiego Single Collection (1994)
- Godiego Single Collection Vol. 2: B Side Collection (1995)
- Gold Godiego: Now And Then (1999)
- Godiego Box (2008)
- Golden Best (ゴールデン☆ベスト, Gōruden Besuto?, 2009)
- Godiego CM Songs (2009)

### Singles
- Boku no Sarada Gāru (僕のサラダガール, Boku no Sarada Gāru?, 1976)
- Iro wa no I (いろはのい, Iro wa no I?, 1976)
- Symphonica (シンフォニカ, Shinfonika?, 1977)
- House no Futari - House Ai no Thema (ハウスのふたり〜ハウス・愛のテーマ〜, 1977?)
- Kimi wa Koi no Cherī (君は恋のチェリー, Kimi wa Koi no Cherī?, 1977)
- Mirage no Thema (ミラージュのテーマ, Mirāju no Tēma?, 1978)
- Gandhara (ガンダーラ, Gandāra?, 1978)
- Monkey Magic (モンキー・マジック, Monkī Majikku?, 1978)
- Beautiful Name (ビューティフル・ネーム, Byūtifuru Nēmu?, 1979)
- Haruka na Tabi e (はるかな旅へ, Haruka na Tabi e?, 1979)
- The Galaxy Express 999 (銀河鉄道999, Ginga Tetsudō Surī Nain?, 1979) (Galaxy Express Three Nine)
- Holy and Bright (ホーリー＆ブライト, Hōrī Ando Buraito?, 1979)
- Return to Africa (リターン・トゥ・アフリカ, Ritān Tu Afurika?, 1979)
- Portopia (ポートピア, Pōtopia?, 1980)
- (Coming Together In) Kathmandu (（カミング・トゥゲザー・イン）カトマンズ, 1980?)
- After the Rain (アフター・ザ・レイン, Afutā Za Rein?, 1980)
- Namaste (ナマステ, Namasute?, 1981)
- Ai no Three Years (愛の3イヤーズ, Ai no Surī Iyāzu?, 1981)
- The Sunrise (ザ・サンライズ, Za Sanraizu?, 1982)
- Mahō no Akari (魔法のあかり, Mahō no Akari?, 1982)
- Carry Love (キャリー・ラヴ, Kyarī Ravu?, 1983)
- Java wa Java in the book of Godiego (1999)
- Monkey Magic 2006 (2006)
- One for Everyone (2006)
- Big Mama (2007)